# Hyphessobrycon tortuguerae
Hyphessobrycon tortuguerae är en fiskart som beskrevs av Böhlke, 1958. Hyphessobrycon tortuguerae ingår i släktet Hyphessobrycon och familjen Characidae. IUCN kategoriserar arten globalt som livskraftig. Inga underarter finns listade i Catalogue of Life.